# Nicolas Passavant
Nicolas Passavant (* Juni 1559 im Burgund, wahrscheinlich Luxeuil; † 4. März 1633 in Basel) aus dem Geschlecht der Sires de Passavant war Mitbegründer der Seidenindustrie in Basel.

## Leben und Werk
Der adlige Hugenotte Nicolas Passavant kam am 3. Mai 1595 als Glaubensflüchtling von der burgundischen Freigrafschaft via Montbéliard nach Basel, wo er 1596 das Bürgerrecht erwarb. Hier betätigte er sich zuerst als Barchentweber, später als Seidenbandweber (Posamenter). Bereits 1599 führte er mit insgesamt sieben Gesellen und drei Lehrlingen den grössten Bandwebereibetrieb in Basel.